# Julian Marchlewski
Julian Baltazar Marchlewski (17. května 1866 Włocławek – 22. března 1925 Bogliasco) byl polský komunista. Byl také známý pod pseudonymy Karski a Kujawiak.

## Životopis

### Mládí
Narodil se u hranic s Německým císařstvím. V roce 1889 spoluzaložil Unii polských dělníků. V roce 1893 spoluzaložil s Rosou Luxemburgovou Sociálně demokratickou stranu království Polského a Litvy.

### Revolucionář
Když vypukla revoluce roku 1905, vedl jí na polském území. Následující rok se přidal k bolševikům. Po neúspěchu revoluce emigroval do Německa. Během první světové války se podílel na vzniku německého sociálně demokratického hnutí (Spartakovci). Na konci války byl zatčen a později poslán do Ruska.

### Politika
V roce 1919, během polsko-sovětské války, vyjednával s Polskem. Zatímco Rudá armáda provedla pod velením Tuchačevského protiútok, stál Marchlewski v čele Prozatímního polského revolučního výboru v Białystoku, který měl být po porážce Polska transformován na vládu Polské sovětské socialistické republiky.
Po porážce se stal prvním rektorem Komunistické univerzity národnostních menšin Západu. Jako ekonom byl odborníkem na zemědělství a podílel se na přípravě bolševického programu s ohledem na rolnictvo. Publikoval řadu vědeckých a ideologických prací. Zemřel v Itálii během dovolené. Jeho dcera Sonja byla druhou manželkou umělce Heinricha Vogelera.

### Odkaz
V roce 1926 byl na jeho počest pojmenován jeden z polských rajónů na Ukrajině (Marchlewszczyzna), hlavní město neslo název Marchlevsk (nyní Dovbyš, podobně také Dzierżyńszczyzna po Felixi Dzeržinském, jeden z rajónů v Bělorusku). Ve Varšavě měl Marchlewski také ulici se svým jménem, ta dnes nese jméno papeže Jana Pavla II.